# Cassidulus mitis
Cassidulus mitis is een zee-egel uit de familie Cassidulidae.
De wetenschappelijke naam van de soort werd in 1954 gepubliceerd door Krau.